# Lepidiota corporaali
Lepidiota corporaali är en skalbaggsart som beskrevs av Moser 1924. Lepidiota corporaali ingår i släktet Lepidiota och familjen Melolonthidae. Inga underarter finns listade i Catalogue of Life.